# 短苞忍冬
短苞忍冬（学名：Lonicera schneideriana）为忍冬科忍冬属的植物，是中国的特有植物。分布于中国大陆的河南、山西、四川、陕西等地，生长于海拔1,300米至2,750米的地区，多生长于山谷林中、山坡及灌丛中，目前尚未由人工引种栽培。